# Löwenwand
Koordinaten: 48° 35′ 55,1″ N, 13° 19′ 21,5″ O
Die Löwenwand ist ein felsiger Steilhang zur Donau im Nordwesten von Passau im Stadtteil Heining.

## Name

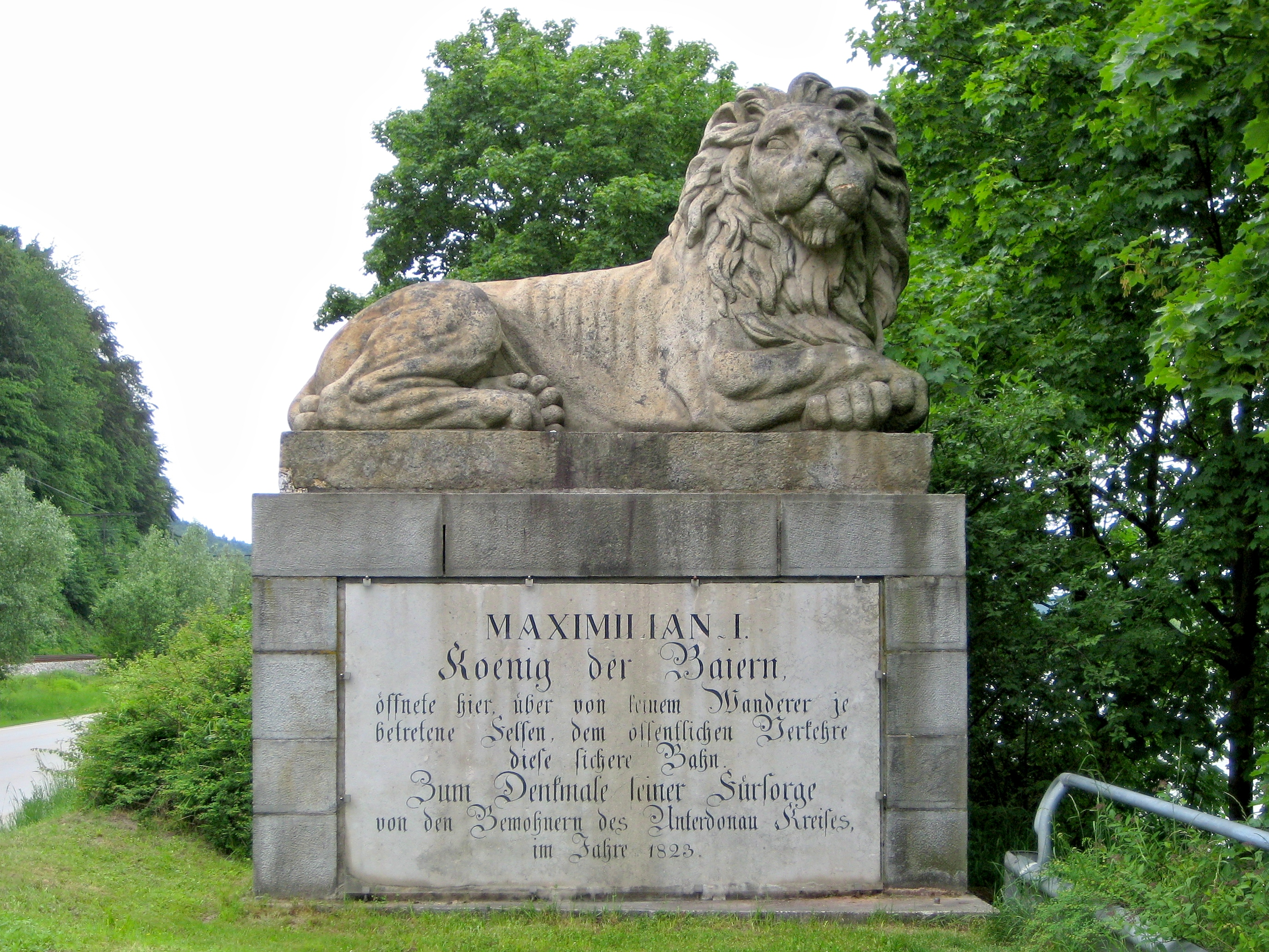
Der Löwe von Schalding zwischen Bundesstraße 8 und Donauufer

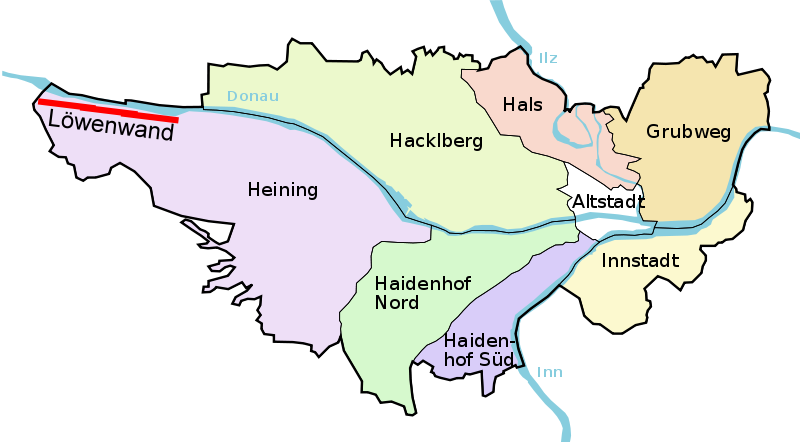
Lage der Löwenwand im Passauer Stadtteil Heining

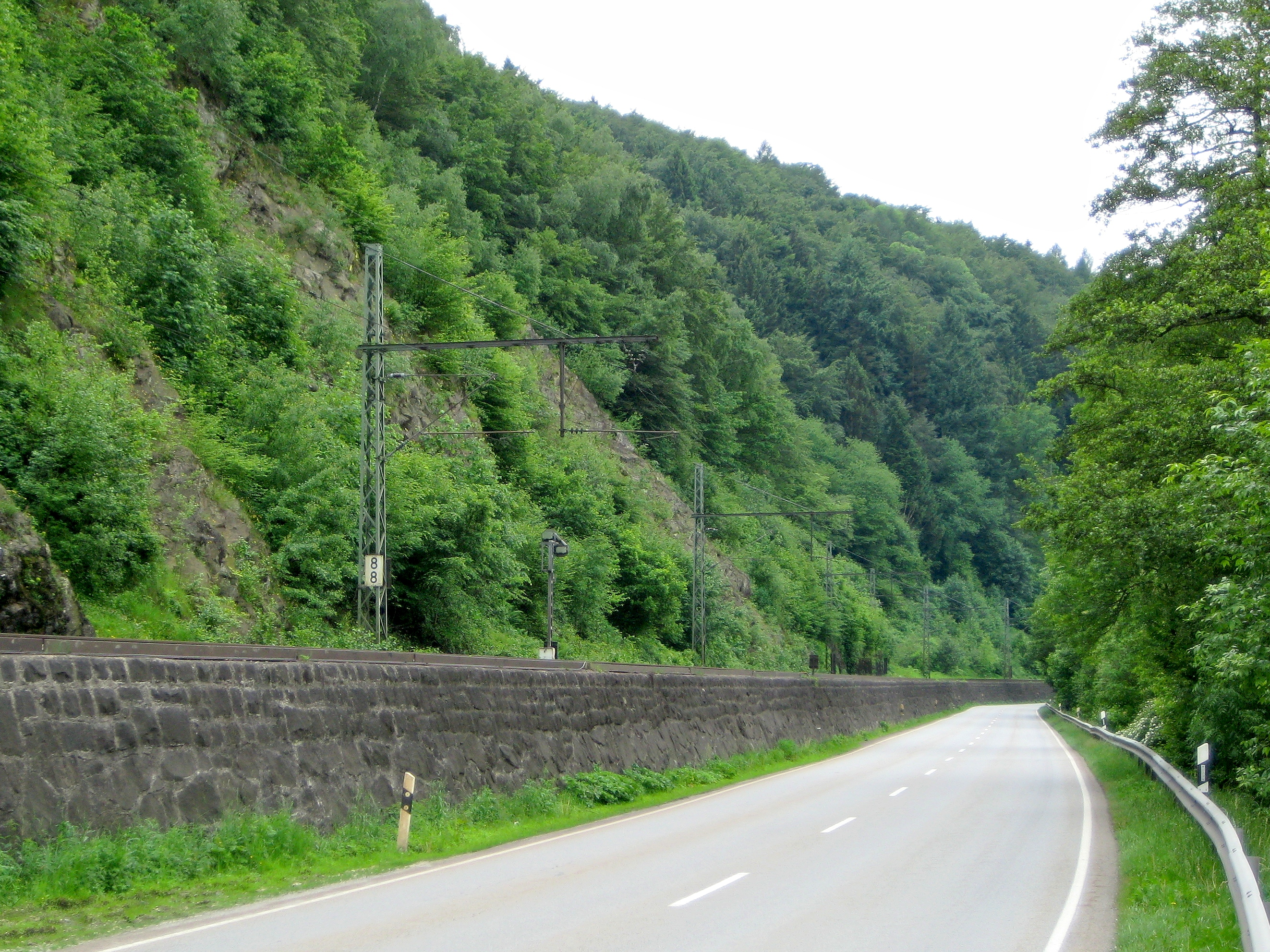
Bundesstraße und Bahntrasse zwischen Donau und Löwenwand, Blickrichtung Westen (flussaufwärts)

Als Namensgeber für die Wand dient ein Löwe auf einem Denkmal für König Maximilian I. von Bayern (Löwendenkmal, auch Löwe von Schalding). Der Sockel trägt folgende Inschrift: „Maximilian I., Koenig der Baiern, öffnete hier über von keinem Wanderer je betretene Felsen dem öffentlichen Verkehre diese sichere Bahn. Zum Denkmale seiner Fürsorge von den Bewohnern des Unterdonau Kreises, im Jahre 1823.“ Mit „Bahn“ ist hier noch nicht die Eisenbahn gemeint, die erst zwischen 1856 und 1859 gebaut wurde, sondern die Neue Poststraße von Vilshofen, wie sie auf der alten Flurkarte bezeichnet ist.
Auf älteren Karten ist an der Stelle der Löwenwand nur der auch an anderen Stellen verwendete generische Name Donauleiten. Der nordwestliche Teil des Neuburger Waldes in diesem Bereich hieß früher Seestetter Forst (nach dem Dorf Seestetten, welches jedoch rund zweihundert Meter weiter donauaufwärts liegt und bereits zur Stadt Vilshofen gehört).

## Geographie
Die Felswand bildet die nördliche Begrenzung des Neuburger Walds. Sie erstreckt sich über eine Länge von über vier Kilometer, von Flusskilometer 2239,9 bis 2235,8. Die westliche Begrenzung bildet der Laufenbach, der direkt an der westlichen Stadtgrenze in die Donau mündet, wo sich am Fuß der Wand auch der nach dem Bach benannte, westlichste Ortsteil von Heining befindet. Die Wand erstreckt sich entlang der Donau nach Osten nicht ganz bis zum Bibersbach im Heininger Ortsteil Wörth rechts der Donau. Dort steht bei Flusskilometer 2235,8 auf der Donauseite der Bundesstraße 8 das Löwendenkmal. Die Löwenwand steigt steil auf vom Fuß nahe dem Donauufer, von gut 300 auf über 350 Meter Höhe mit einer Steigung von teilweise über 45 Grad. Danach flacht sich die Steigung ab, gipfelt aber in Höhen über 400 Meter Meereshöhe, zum Beispiel Roßdobel.
Der Löwenwand gegenüber liegt auf dem linksseitigen, nördlichen Donauufer das Dorf Gaishofen, Gemarkung Otterskirchen, Gemeinde Windorf. Oberhalb davon, gegenüber Seestetten, liegt die linksseitige, heute so bezeichnete Donauleite.
Die Donau bildet hier ein antezedentes Durchbruchstal aus. Der Neuburger Wald stellt hierbei den südlich der Donau verlaufenden Ausläufer des Moldanubikums dar.

## Verkehr
Am Fuß der Wand verlaufen am rechten Donauufer die Bundesstraße 8 und die Bahnstrecke Regensburg–Passau unmittelbar nebeneinander auf sehr beengten Raum (teilweise nur 20 Meter vom Donauufer bis zum Fuß der Löwenwand).
Die zweigleisige, etwas höher am Fuß der Löwenwand verlaufende Bahntrasse und die Bundesstraße neben der Donau teilen sich den schmalen Streifen, der zwischen der Donau und der Löwenwand entstanden ist.
Wegen dieses Platzmangels ist ein Ausbau der Verkehrswege kaum möglich. Die Bundesstraße ist hier deutlich enger und kurviger als die ausgebauten Teilstücke vor und nach der Löwenwand. Aufgrund der durch diesen Umstand erhöhten Unfallgefahr ist die erlaubte Höchstgeschwindigkeit auf 80 km/h beschränkt und das Überholen verboten.
Auch die Bahnstrecke kann hier nur mit einer Höchstgeschwindigkeit von 80 km/h befahren werden. Lediglich ICE-Züge mit Neigetechnik dürfen diesen Streckenabschnitt mit bis zu 120 km/h befahren.
Die Löwenwand ist durch verschiedene Wanderwege und Steige erschlossen, zum Beispiel durch den Soldatenbrunnweg, der vom Ortsteil Laufenbach in die Wand führt, sowie vom Jägerweg, Leitenwiesweg und Tiefenbachweg.

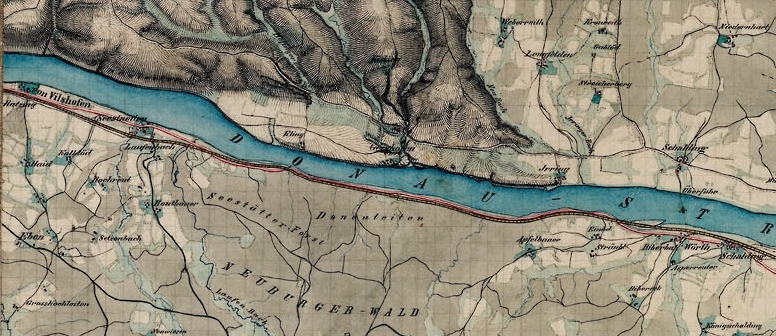
„Donauleiten“ auf einer Karte von 1863